# أينا بلج
أينا بلج (بالإنجليزية: Ina Plug)‏ (من مواليد 5 أغسطس 1941) هي عالمة في علم آثار الحيوانات من جنوب إفريقيا، ومعلمة. تضمنت مسيرتها الطويلة البحث الميداني والعمل في المتاحف مثل متحف ترانسفال (المعروف الآن باسم ديتسونج: المتحف الوطني للتاريخ الطبيعي) وفي جامعة بريتوريا حيث تُركز أبحاثها على الثدييات في جنوب إفريقيا، بدءً من الحيوانات من مواقع العصر الحديدي في حديقة كروجار الوطنية. أسفر عملها عن نشر 130 ورقةٍ علمية معظمها عن بقايا الحيوانات الهيكلية. كما نشرت كتاباً بعنوان "إلى من تعود هذه العظام؟" دليل لتحديد عظام الثدييات الجنوب إفريقية."
خلال عملها البحثي، سافرت بلج على نطاق واسع إلى العديد من البلدان لتعزيز قاعدة معارفها وشاركت في العديد من اجتماعات المجلس الدولي لعلماء آثار الحيوانات (ICAZ) التي أصبحت الآن عضوةً في مجلسه.

## بداية حياتها
وُلدت أينا بلج في 5 أغسطس 1941 في أمستردام، هولندا لوالديها جيريتدينا فرانسينا وجان بوست؛ حيث كانت ابنتهما الوحيدة. بعد نهاية الحرب العالمية الثانية، انتقلت العائلة إلى جنوب إفريقيا، حيث سافروا على متن سفينة بريتوريا كاسل في عام 1949. أقاموا في فيليريا، إحدى ضواحي بريتوريا. تلقت تعليمها المدرسي الأولي في المدرسة الابتدائية في سانيسايد ومدرسة واندربووم الثانوية. حصلت على شهادة الثانوية العامة في عام 1959 بدعمٍ من مدير المدرسة الثانوية، على الرغم من أنّ والدتها أرادت منها أن تحصل على وظيفة لإدارة الأسرة.
بعد تخرجها من الثانوية العامة، عملت بلج كأمينة مكتبة بجامعة جنوب أفريقيا ودرست في الوقت نفسه في الجامعة نفسها، حيث حصلت على درجة البكالوريوس في علوم المكتبات في عام 1968. في الجامعة، في عام 1970، قابلت كورنيليس بلج، فيزيائي في إسكور (شركة الحديد والصلب) الذي حقق لاحقاً مهنة ناجحة في قسم علم النفس بجامعة جنوب إفريقيا. تزوجت إنيا من كورنيليس في عام 1962. وأنجبا طفلان هما آدا وإنغريد. آدا هي أخصائية اجتماعية في سجن ليوكوب، جوهانسبرغ، ويعمل إنغريد كأمين مكتبة في جامعة جنوب إفريقيا.
واصلت بلج دراستها في الأنثروبولوجيا وعلم آثار الحيوانات في الجامعة. أكملت دراستها في الأنثروبولوجيا حتى مستوى السنة الثالثة، وعلم آثار الحيوانات إلى مستوى السنة الثانية، ففي ذلك الوقت، كانت الجامعة تقدم التعليم الجامعي في هذه المواد إلى هذا المستوى فقط. بالتزامن مع ذلك، درست أيضاً للحصول على مرتبة الشرف في قسم الأنثروبولوجيا في جامعة بريتوريا وحصلت على مرتبة الشرف بدرجة الامتياز في عام 1972.

## أبحاثها
في عام 1976، بدأت بلج العمل في قسم آثار الحيوانات في متحف ترانسفال في بريتوريا؛ في البداية كمتطوعة مقابل أجرٍ صغير مقدم بموجب منحة بحث ليز فويت، مع عالم الحفريات تشارلز براين. في عام 1978، بدأت العمل بشكلٍ نصف يومي. في العام نفسه، حصلت على درجة الماجستير من جامعة بريتوريا، تحت إشراف البروفيسور ج. ف. إيلوف، حول أطروحةٍ تحمل عنوان «التحقيقات في بقايا الحيوانات والبقايا الحجرية من ملجأ بوشمان الصخري،» في مبومالانجا في المنطقة الشمالية الشرقية من جنوب إفريقيا. ثم واصلت عملها البحثي على عينات الحيوانات التي تم الحصول عليها من أجزاء مختلفة من جنوب إفريقيا.
في عام 1986، أصبحت بلج المنسقة الرئيسية لقسم علم آثار الحيوانات في متحف ترانسفال. ثم شاركت، للمرة الأولى في عام 1986، في مؤتمر المجلس الدولي لعلوم آثار الحيوانات (ICAZ) في بوردو، فرنسا وأصبحت فيما بعد عضوةً في اللجنة الدولية لعلوم آثار الحيوانات. خلال هذا الوقت، تم تدريبها في أوروبا في علم آثار الحيوانات تحت إشراف أنجيلا فون دن دريش من جامعة ميونيخ بألمانيا وآنكي كلاسن من جامعة جروننجن في هولندا.

## تطوير متحف ترانسفال
تم توسعة متحف ترانسفال، الذي كان في بداية عام 1975 يضم فقط مجموعة صغيرة من الهياكل العظمية معظمها من الجماجم والجلود، بشكلٍ كبير بفضل الجهود المشتركة بين فويجت وبلج. يضم المتحف الآن أكثر مجموعات الهياكل العظمية شمولاً في إفريقيا (من جنوب إفريقيا، وليسوتو، وسوازيلان، وموزمبيق، وزيمبابوي، وبوتسوانا، وناميبيا، وملاوي، وزامبيا) حيث يضم المتحف «الطيف الكامل للحيوانات المتنوعة في جنوب إفريقيا» والذي يغطي العصر الحجري، والعصر الحديدي والفترة التاريخية. يعود الفضل في معظم الأبحاث إلى بلج.

## عملها كدكتورة
في عام 1988، حصلت بلج درجة الدكتوراه من جامعة بريتوريا. تحت إشراف البروفسور ج. ف. إلوف والدكتور سي. براين، كانت أطروحتها حول التحقيقات في الجوانب الحيوانية من عصور ما قبل التاريخ في حديقة كروجر الوطنية.
شغلت بلج منصب نائب المدير في متحف ترانسفال، وكانت أيضاً المنسقة الرئيسية لقسم علم آثار الحيوانات، حتى تقاعدت في عام 1999. خلال مسيرتها المهنية، إلى جانب كتابة الأوراق والكتب المستندة على أبحاثها التي غطت العصر الحجري المبكر، العصر الحجري الأوسط، والصيادين - الجامعين في العصر الحجري الأخير، شاركت أيضاً في تدريب عدد كبير من الطلاب في مجال الأنثروبولوجيا والتاريخ وآثار الحيوانات والحياة البرية من مختلف المؤسسات في جميع أنحاء البلاد.
ساهمت أعمال بلج البحثية بوفرةٍ في موضوعات تحديد الكميات الحيوانية، وعلم التاريخ الحفري، وتوزيعات الحيوانات، والبيئات القديمة والحياة البرية الحديثة.
كان من بين أعمالها البحثية البارزة هي عن الكلاب المحلية في جنوب إفريقيا. تم تأريخ بقايا كلاب من موقع لمستوطنة من العصر الحديدي المبكر في مزرعة ديامانت بالقرب من إليسراس إلى عام 570. حددت بلج سلالتين من الكلاب، النحيلة والممتلئة.
مقابل عملها البحثي، تلقت بلج دعماً مالياً من مؤسسة تطوير البحوث، المؤسسة الوطنية للبحوث الآن، ومتحف ترانسفال، ومجلس أبحاث العلوم الإنسانية في بريتوريا.

## حياتها بعد تقاعدها
بعد التقاعد، عملت بلج كمدرسة، بدوام جزئي، في جامعة بريتوريا في مواضيع علم آثار الحيوانات وعلم المتاحف لسنوات عديدة. في عام 2005، أصبحت زميلة أبحاث في قسم الأنثروبولوجيا وعلم آثار الحيوانات من جامعة جنوب أفريقيا، وفي عام 2008، تم تكريمها بمرتبة الأستاذة الإستثنائية. لا تزال مرتبطة بالبحوث آثار الحيوانات، ليس فقط في جنوب إفريقيا ولكن أيضاً في ليسوتو.

## عضوياتها
بلج هي عضوة في العديد من المؤسسات والجمعيات العلمية منها:
- رابطة المتاحف الأفريقية
- صندوق حماية حيوانات المزارع
- جمعية آثار الحيوانات الجنوب إفريقية
- رابطة علماء آثار الحيوانات المحترفين في جنوب إفريقيا
- المجلس الدولي لعلم آثار الحيوانات